# Betéitiva
Beteitiva es un municipio colombiano ubicado en la Provincia de Valderrama en el departamento de Boyacá  y hace parte de la Cuenca Media del Río Chicamocha. Está situado a unos 45 km de la ciudad de Sogamoso.
El municipio está ubicado sobre la cordillera oriental, tiene una extensión de 123 kilómetros cuadrados, se encuentra a 250 kilómetros de la capital de la república, 110 kilómetros de la Ciudad de Tunja y 45 kilómetros de Sogamoso. Limita al norte con Belén, noreste con Paz de Río, al sur con Busbanzá y Tutazá, al este con Tasco, al sureste con Corrales y al occidente con Cerinza y Floresta. Como curiosidad fue uno de los tres únicos municipios donde el 100% de sus habitantes declararon no tener ninguna pertenecía étnica (Blancos y Mestizos), junto con los municipios de Cabrera (Santander)  y San Benito (Santander).
La división territorial indica que el 95.13% (117 km²) pertenece al área rural con siete veredas, en donde se encuentra el centro poblado de Otengá y el 4.8% (6 km²) al casco urbano

## Toponimia
De acuerdo con la tradición Chibcha, el nombre original procede del cacique Betancín quien fundó la población en tristeza porque la hija del cacique Iraca no aceptó sus pretensiones. Con el paso del tiempo, el nombre se derivó a Beteiva.

## Historia
El municipio de Beteitiva se fundó en 1556, fue elevada a municipio en 1754. En el territorio de Beteitiva antes a la conquista española, existió un cacique llamado Betancín que al enamorarse de una hija del cacique de la provincia sagrada de Iraca y la doncella al no aceptar sus pretensiones nupciales, se trasladó triste a un paraje abandonado de los naturales, y allí sentó las bases de una población denominada Betancín, que con el paso del tiempo se cambió por el nombre de Beteitiva. En 1556 fue evangelizada por los padres Dominicos. El conquistador Juan Salamanca fue el encomendero de Beteitiva.
Después de los triunfos de los patriotas en los municipios de Gámeza, Tópaga, y Corrales, el libertador Simón Bolívar y su ejército se dirigieron al Valle de Cerinza, el 17 de julio de 1819 arribando al municipio de Betéitiva pasada la media noche. El 1 de abril de 1820 pasó por Betéitiva nuevamente. Los lugares históricos que se recuerden son: El Puente de Bolívar sobre el río Chicamocha, La piedra de Bolívar ubicada cerca de la cabecera municipal en el sitio denominado el Alto por donde pasó el ejército del libertador y la capillita de Santa Rita de Casia.

## Economía
El principal producto agrícola es la papa, además es alimento básico de los habitantes de la zona y que comercialmente dependen de las fluctuaciones de precios del mercado. Aporta a la producción de papa al año el 4,6% de lo que produce la provincia y el 0.12% de la producción departamental; con este producto los campesinos obtienen sus mayores ingresos en el año convirtiéndose en el soporte socioeconómico del municipio. Adicionalmente en Betéitiva,  en cuanto a la minería se destaca la explotación de roca caliza y carbón., se encuentran yacimientos mineros de calizas y carbón que han sido explotados en forma esporádica y tradicional, con baja productividad, y condiciones laborales poco favorables.
Comercialmente existen limitaciones para el funcionamiento de un mercado interno del municipio o dentro del nivel provincial, una de ellas es el bajo flujo vehicular y el escaso transporte en el municipio; el índice de precio de cosechas y las fluctuaciones de demanda y ofertas de la misma hacen que la economía campesina conviva con incertidumbre.
Aunque es un sistema rudimentario, los pocos productos que comercializan se llevan a las ciudades de Sogamoso, Duitama y Paz de Río, con la creencia de encontrar un mejor precio.
Por su parte, la actividad pecuaria, sobresale con la producción de leche, la que vende a carros lecheros que transitan en la zona creando un monopolio comercial del producto.